# SIP (entreprise)
Pour les articles homonymes, voir SIP.
Società Italiana per l'Esercizio Telefonico p.A., en sigle SIP ou SIPTEL, était la société de téléphonie public national italien. Appartenant à la holding publique tentaculaire italienne IRI dès sa création en 1964, elle sera privatisée en 1994 et deviendra Telecom Italia.

## Histoire

### Le contexte historique
Bien que l'invention du téléphone soit l'œuvre de l'ingénieur italien Antonio Meucci en 1850, le téléphone ne fera son apparition en Italie qu'en 1881 pour les communications en dehors d'un même bâtiment (Nul n'est prophète en son pays...). À l'époque, ce sont des opérateurs privés qui assuraient le service, essentiellement présent dans les villes. Pour organiser le secteur, le Roi d'Italie et le gouvernement publient le Décret Royal R.D. n.399 en date du 8 février 1923 stipulant qu'un appel d'offres sera organisé pour attribuer les concessions dans les 5 zones territoriales italiennes plus une zone spéciale réservée à la compagnie d'État ASST pour les communications interurbaines et l'international.

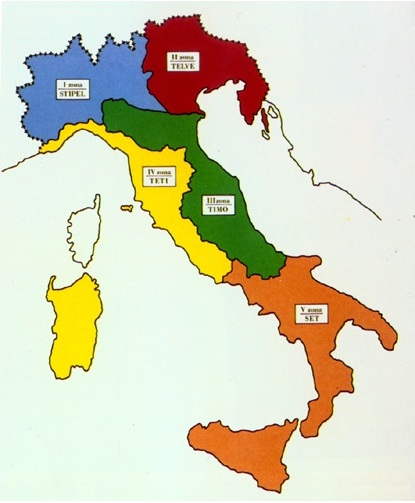
Carte de découpage des 5 régions données en concession

Les concessions ont été attribuées en 1924 aux opérateurs suivants :
- STIPEL pour la zone 1 : Vallée d'Aoste, Piémont et Lombardie ;
- TELVE pour la zone 2 : Vénétie, Frioul-Vénétie Julienne, Trentin-Haut-Adige, les territoires de Pola, Fiume et Zara (Istrie et Croatie) ;
- TIMO pour la zone 3 : Émilie-Romagne, Marches, Ombrie, Abruzzes et Molise ;
- TETI pour la zone 4 : Ligurie, Toscane, Latium, Sardaigne et la circonscription de Orvieto ;
- SET pour la zone 5: les régions méridionales Basilicate, Campanie, Pouilles, Calabre et Sicile.

### La SIP - Società Idroelettrica Piemontese
La société Società Idroelettrica Piemonte a été fondée en 1899 pour produire de l'énergie électrique à partir des nombreux barrages construits dans les Alpes de la Vallée d'Aoste et du Piémont dans les centrales hydroélectriques rachetées et construites par la société.
La société SIP s'intéressa très tôt au secteur de la téléphonie en Italie. En 1920, elle disposait et gérait les réseaux urbains des grandes villes du Piémont et de Lombardie. Lors de l'appel d'offres de 1923, SIP fut un des opérateurs indirectement retenu à travers la société STIPEL dont elle détenait la grande majorité du capital. En 1925, SIP rachète 2 entreprises produisant du matériel de téléphonie, les sociétés "Moncenisio" appartenant au groupe FIAT et la branche téléphonie du Groupe Ernesto Breda. En 1926, SIP rachète les opérateurs téléphoniques TIMO et en 1928, TELVE.

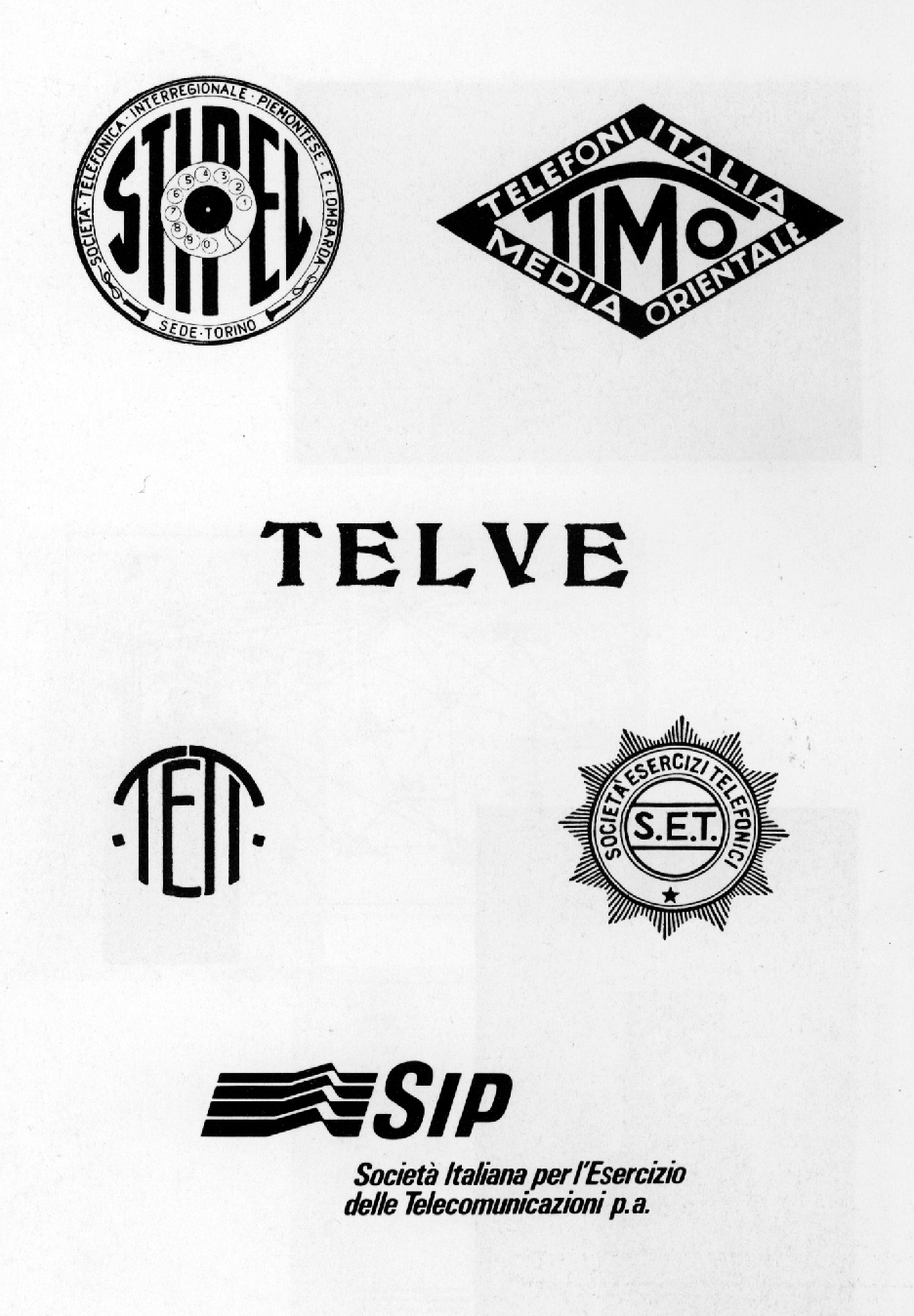
Les logos des différentes sociétés qui composeront la SIP en 1964

Le 23 mai 1925, SIP fonde la société SEAT (Società Elenchi Abbonati al Telefono) et publie l'année suivante le premier annuaire téléphonique organisé du Piémont. Contrairement aux précédentes éditions, SEAT diffuse son annuaire en 3 volumes distincts. Le premier liste les abonnés par noms classés par ordre alphabétique, le deuxième liste les abonnés par numéro progressif et le troisième liste les abonnées par adresse.
La grave crise économique et financière de 1929 aux États-Unis ne fut pas sans conséquences sur les économies du reste du monde. Beaucoup d'entreprises se trouvèrent en sérieuses difficultés à cause notamment de la raréfaction du crédit et de l'inflation galopante. SIP qui avait dû énormément investir dans les réseaux de téléphonie connait une période difficile.
En 1930, le gouvernement de Benito Mussolini impose à l'IRI de racheter les sociétés SIP, STIPEL, TELVE et TIMO et le 21 octobre 1933, ces 4 sociétés sont incorporées dans la holding téléphonique d'État STET constitué à cet effet. STET rachètera les autres sociétés concessionnaires de téléphone TETI et SET en 1957.
Après la nationalisation de la production et la distribution de l'énergie électrique en Italie en 1962, la société investit les sommes retirées des compensations financières dans le secteur prometteur de la téléphonie. Lors de sa création, le nouvel opérateur public SIP comptait 4.220.000 abonnés, 5.530.000 appareils de téléphone en dotation auprès de ses abonnés et 27 600 cabines de téléphone publiques.
À partir de 1965, grâce à un accord avec la RAI, la SIP débute la diffusion du service de filodiffusion, accès gratuit pour tous les abonnés au téléphone.

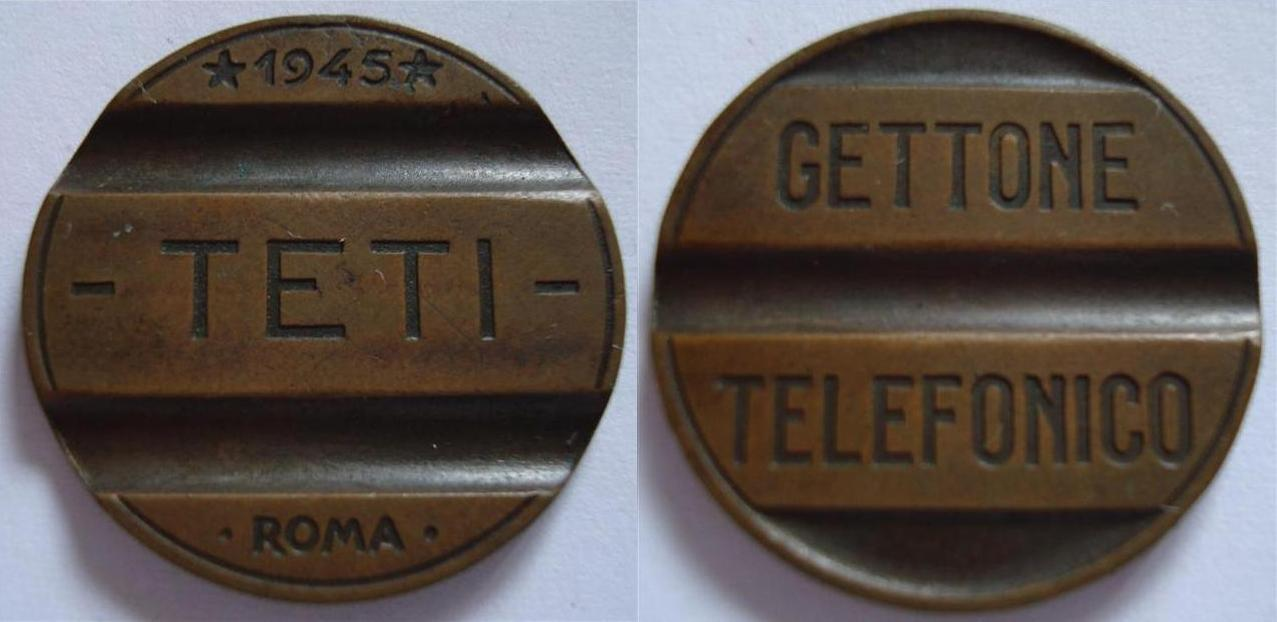
Jeton de téléphone TETI à 3 encoches de 1945 utilisé jusqu'en 1988

À partir de 1970, dans le cadre du programme gouvernemental destiné à favoriser les communications téléphoniques, la SIP installe 30 000 cabines téléphoniques supplémentaires dans toute l'Italie.
En 1970, l'Italie passe à la commutation automatique au niveau national mais doit se résoudre à garder des opératrices pour les communications internationales vers certains pays comme la France qui ne passera à l'automatique qu'en 1979, !

## Les développements de services
Dès 1976, la SIP développe le système des télécartes prépayées pour ses cabines téléphoniques publiques. Le jeton téléphonique étant devenu une pièce de monnaie reconnue et admise comme moyen de paiement, les effractions de cabines se multipliant, la SIP décide de transformer très rapidement ses cabines urbaines. La dernière cabine à jetons sera remplacée en 1988.
Dès 1969, l'Italie teste un système révolutionnaire, la téléphonie mobile. Après une période nécessaire pour libérer les fréquences, en 1973, à Rome, la SIP inaugure le premier service de téléphonie mobile. La couverture complète du pays sera terminée en 1981.
En 1979, SIP a engagé la pose des 16 premiers kilomètres de câbles téléphoniques en fibre optique.
À partir de 1984, SIP remplace le système RTMI de téléphonie mobile par le RTMS, développé par Italtel, rendant la qualité des communications meilleure sans interférences lors du passage d'une borne à l'autre (handover). L'Italie sera couverte à 100 % par ce réseau en milieu d'année 1989. En avril 1990, SIP introduit un nouveau système de téléphonie mobile, l'ETACS. SIP sera alors le premier et plus important opérateur de téléphonie mobile en Europe.
SIP passera dès octobre 1991 au 2G, inventé par l'ingénieur italien Andrea Giacomo Viterbi. Après être devenue Telecom Italia et avoir créé TIM pour les mobiles, la société qui sera privatisée en 1995, comptait 24 millions d'abonnés car, depuis 1994, l'Italie avait appliqué les directives européennes concernant l'ouverture de la téléphonie fixe et mobile à la concurrence. Les opérateurs Infostrada, Wind ou Vodafone s'étaient immédiatement lancés dans ce créneau prometteur et avaient, par des offres promotionnelles avantageuses, conquis un grand nombre de clients en s'octroyant très vite quasiment 50 % de parts de marché.
Après avoir suivi l'évolution avec la 3G, Au 31 janvier 2018, l'Italie, avec ses 4 opérateurs, était couverte à 99,8 % en 3G et à 98 % en 4G et TIM commence à construire le réseau 5G.

### La privatisation
En application des consignes de la Commission européenne, l'Italie est le premier pays à privatiser des sociétés publiques. Ce sera le groupe SME en 1993, de l'ENI en 1992 puis des multiples sociétés dépendant de l'IRI. En 1994, ce sera le tour de SIP.
Le groupe SIP, appartenant à la STET, holding télécom de l'IRI, est officiellement devenu Telecom Italia le 27 juillet 1994. Le 20 octobre 1997, le Ministère du Trésor italien lance une OPV sur 35,26 % du capital de la société. En février 1999, le groupe Olivetti avec ses deux filiales "Omnitel Pronto Italia" titulaire d'une des premières concession GSM en 1994, et Infostrada, un des premiers concurrents de SIP depuis 1995 dans la téléphonie fixe, lance une OPA/OPE qui recueille 51,02 % du capital de Telecom Italia.